# Aeroportul Agaun
Aeroportul Agaun (IATA: AUP, ICAO: AYAG) este un aeroport din Provincia Centrală, Papua Noua Guinee.
Situat la o altitudine de 975 m, aeroportul dispune de o singură pistă.